# União das Freguesias de Aver-o-Mar, Amorim e Terroso
União das Freguesias de Aver-o-Mar, Amorim e Terroso, kurz Aver-o-Mar, Amorim e Terroso ist eine Gemeinde (Freguesia) im Kreis (Concelho) von Póvoa de Varzim im Norden Portugals.
Auf einer Fläche von 16,64 km² leben hier 13.897 Einwohner (Zahlen nach Stand vom 30. Juni 2011).
Die Gemeinde entstand am 29. September 2013 im Zuge der kommunalen Neuordnung Portugals aus dem Zusammenschluss der Gemeinden A Ver-o-Mar, Amorim und Terroso. Hauptsitz ist Aver-o-Mar.